# امامزاده خوش‌نام
امامزاده خوش‌نام، روستایی از توابع بخش ایوانکی شهرستان گرمسار در استان سمنان ایران است.

## جمعیت
این روستا در دهستان ایوانکی قرار دارد و براساس سرشماری مرکز آمار ایران در سال ۱۳۸۵، جمعیت آن زیر سه خانوار بوده‌است.